# 꼬마 마법사 레미 : 견습 마법사를 찾아서
《꼬마 마법사 레미 : 견습 마법사를 찾아서》(일본어: 魔女見習いをさがして, 영어: Looking for Magical Doremi)는 2020년 11월에 개봉한 일본의 액션, 모험, 스릴러, 판타지, 애니메이션 영화이다.
 사토 준이치와 카마타니 하루카가 감독을 쿠리야마 미도리가 각본을 맡았다.
 일본은 2020년 11월 13일에 대한민국은 2021년 5월 19일에 개봉되었다.

## 출연진
- 모리카와 아오이 - 나가세 소라 목소리 역
- 마츠이 레나 - 요시즈키 미레 목소리 역
- 모모타 카나코 - 카와타니 레이카 목소리 역
- 미우라 쇼헤이 - 오미야 류이치 목소리 역
- 이시다 아키라 - 야베 하야토 목소리 역
- 하마노 켄타 - 쿠보 세이야 목소리 역
- 치바 치에미 / 양정화 - 하루카제 도레미 목소리 역
- 아키야 토모코 / 박소라 - 후지와라 하즈키 목소리 역
- 마츠오카 유키 / 박선영 - 세노 아이코 목소리 역
- 시시도 루미 / 채의진 - 세가와 온프 목소리 역
- 미야하라 나미 / 이용신 - 아스카 모모코 목소리 역
- 아츠기리 제이슨
- 이시게 사와 / 한신정 - 하루카제 포프 목소리 역